# Reinhard Maack
Pour les articles homonymes, voir Maack.
Reinhard Maack (né à Herford en Allemagne le 2 octobre 1892, mort à Curitiba au Brésil le 26 août 1969) est un géologue et explorateur allemand important qui a vécu presque toute sa vie au Brésil.
Apporté une contribution majeure à la science, en particulier dans les domaines de la géologie, paléontologie, géographie, cartographie, et la biologie.
Le 4 janvier 1918, lors de la recherche dans la région de la montagne Brandberg, le plus élevé en Namibie, a découvert un groupe de peintures qui sera plus tard appelé La Dame Blanche.

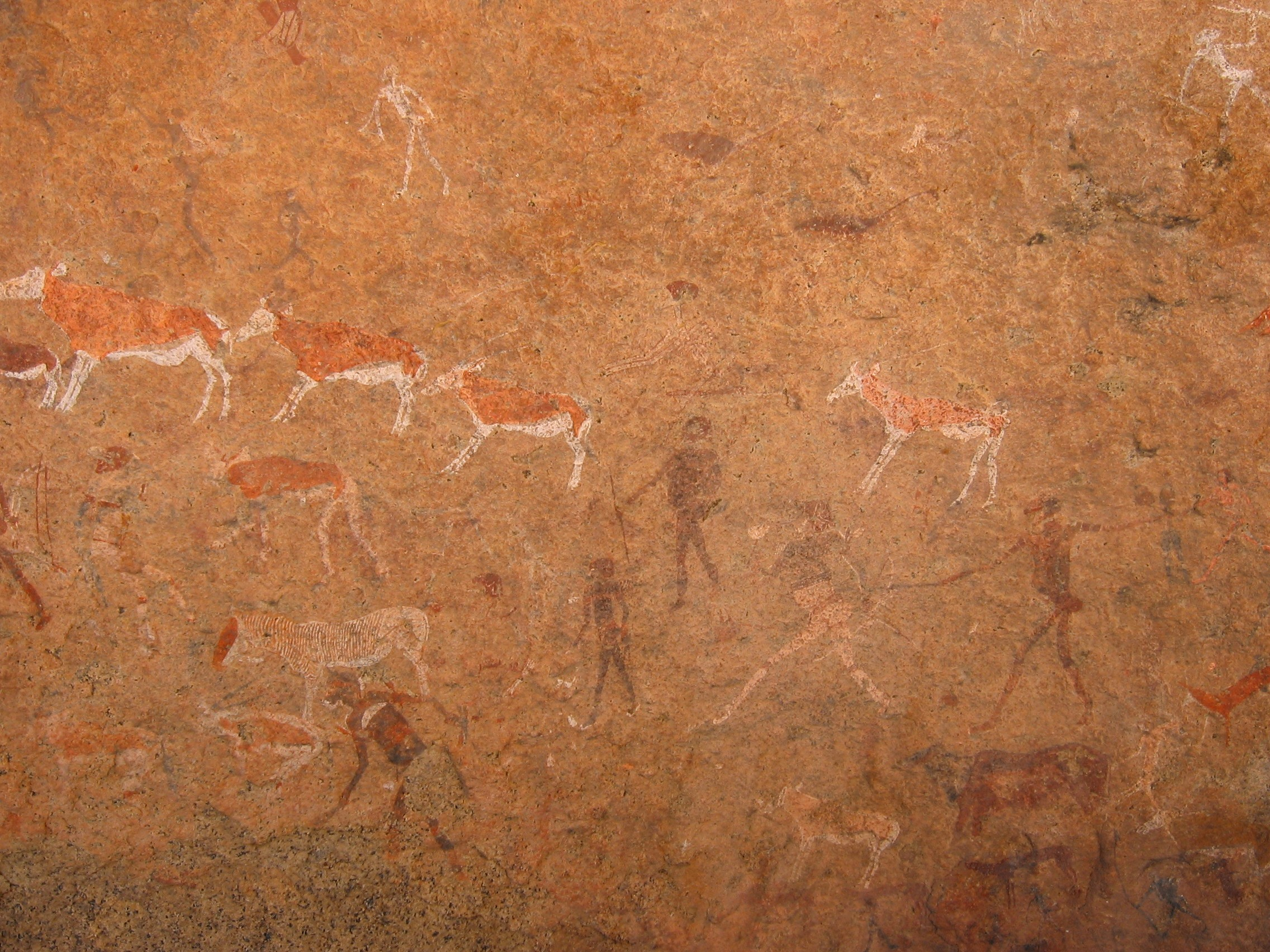
Peinture rupestre La Dame blanche, découverte par Maack